# Міхарес (Авіла)
Міхарес (ісп. Mijares) — муніципалітет в Іспанії, у складі автономної спільноти Кастилія-і-Леон, у провінції Авіла. Населення — 818 осіб (2010).
Муніципалітет розташований на відстані близько 95 км на захід від Мадрида, 41 км на південь від Авіли.

## Демографія
Динаміка населення (INE ):